# 大阪木材仲買会館
大阪木材仲買会館（おおさかもくざいなかがいかいかん）は、大阪府大阪市西区南堀江四丁目に所在する建築物である。日本初の耐火木造オフィスビルであり、材木商の協同組合である大阪木材仲買協同組合が本部事務所を置く。

## 建築
かつてこの地には、1957年（昭和32年）竣工の旧会館があった。この建物は鉄筋コンクリート構造2階建で、築55年を越え老朽化が進んでいた。堀江地区は江戸時代より長堀川の水運を生かした材木業で栄えた土地であり、建替えにあたっては木材を生かした「木の殿堂」を目指したが、建設地は防火地域であり、耐火建築物としての基準を満たす必要があった。2011年に行われたプロポーザルにより、設計は竹中工務店に決定。構造材にはかねてより同社が研究を進めていた耐火集成材「燃エンウッド®」が採用されることとなった。敷地は東西に長く、南側を道路に接する。耐震壁かつ防火壁となる北側外壁、および水害を考慮して1階は鉄筋コンクリート構造とされ、南側は旧会館以前からある桜の木を囲うように弧を描いたファサードで、大きな軒庇をもつ。この庇は雨や直射日光から木材を守るとともに万一の火災時には上階への延焼を抑制し、避難経路ともなる。
「燃エンウッド」は、外側のカラマツ材の燃え代層、その内側のカラマツ材とモルタルを交互に配した燃え止まり層、中心のカラマツ材の荷重支持部の3層で構成される集成材である。火災時には燃え代層が断熱性の高い炭化層となり、燃え止まり層で熱を吸収して燃焼を停止させ、荷重支持部は燃えずに残る。これにより、1時間の耐火性能をもつ。耐火性について、実物大モックアップを使用した燃焼実験など膨大な検証が行われ、国土交通大臣の認定を得た。館内には燃焼実験に使用した「燃エンウッド」が展示されている。燃エンウッドは衝撃や、コンクリートに含まれるアルカリ性の水に弱く、施工にあたっては養生に細心の注意が払われた。構造材だけでなく、内装の仕上げ材や建具、家具、鉋で削ったヒノキの薄材をガラスに挟み込んだ日除けに至るまで、随所に木材が使用されている。
新入学の季節には、会館前の桜の木をバックに写真を撮る親子連れも訪れるという。

## 賞
本会館は2013年度に大阪ランドスケープ賞2013大阪府知事賞およびニューオフィス推進協会主催の第26回日経ニューオフィス賞ニューオフィス推進賞、2014年度に日本建築家協会主催第14回JIA環境建築賞入賞、第34回大阪都市景観建築賞審査員特別賞、2015年に日本建設業連合会主催の第56回BCS賞、日本建築学会作品選奨を受賞している。